# Socjalistyczna Republika Chorwacji
Socjalistyczna Republika Chorwacji (chorw. Socijalistička Republika Hrvatska) – oficjalna nazwa Chorwacji wchodzącej w skład Socjalistycznej Federalnej Republiki Jugosławii.
Utworzona 13 czerwca 1943 roku. 31 stycznia 1946 weszła w skład Socjalistycznej Federalnej Republiki Jugosławii. 25 czerwca 1991 roku uzyskała niepodległość jako Chorwacja.

## Nazwa
Powstałe państwo nazwało się oficjalnie Federalne Państwo Chorwacji. W 1946 roku nazwę oficjalną zmieniono na Ludowa Republika Chorwacji, a w 1963 roku – na Socjalistyczna Republika Chorwacji.